# MITSUI OUTLET PARK 林口
MITSUI OUTLET PARK 林口（英語：Mitsui Outlet Park Linkou）是三井奧特萊斯購物城在臺灣新北市林口區的OUTLET購物中心，共有220個品牌進駐，2014年4月動工，2016年1月27日正式開幕，為三井不動產第三個海外據點。2019年12月，三井不動產取得林口國際媒體園區，占地2.75公頃的A基地的地上權，規劃再引進90間店鋪，二館於2021年7月2日開工，2024年11月開幕。

## 經營公司
三新奧特萊斯（英語：Sanxin Outlet）是台灣三井不動產和遠雄建設共同分别出資70%和30%的臺灣子公司，成立於2016年1月27日，MITSUI OUTLET PARK 林口由其負責經營管理。

## 主要設施

### 電影院

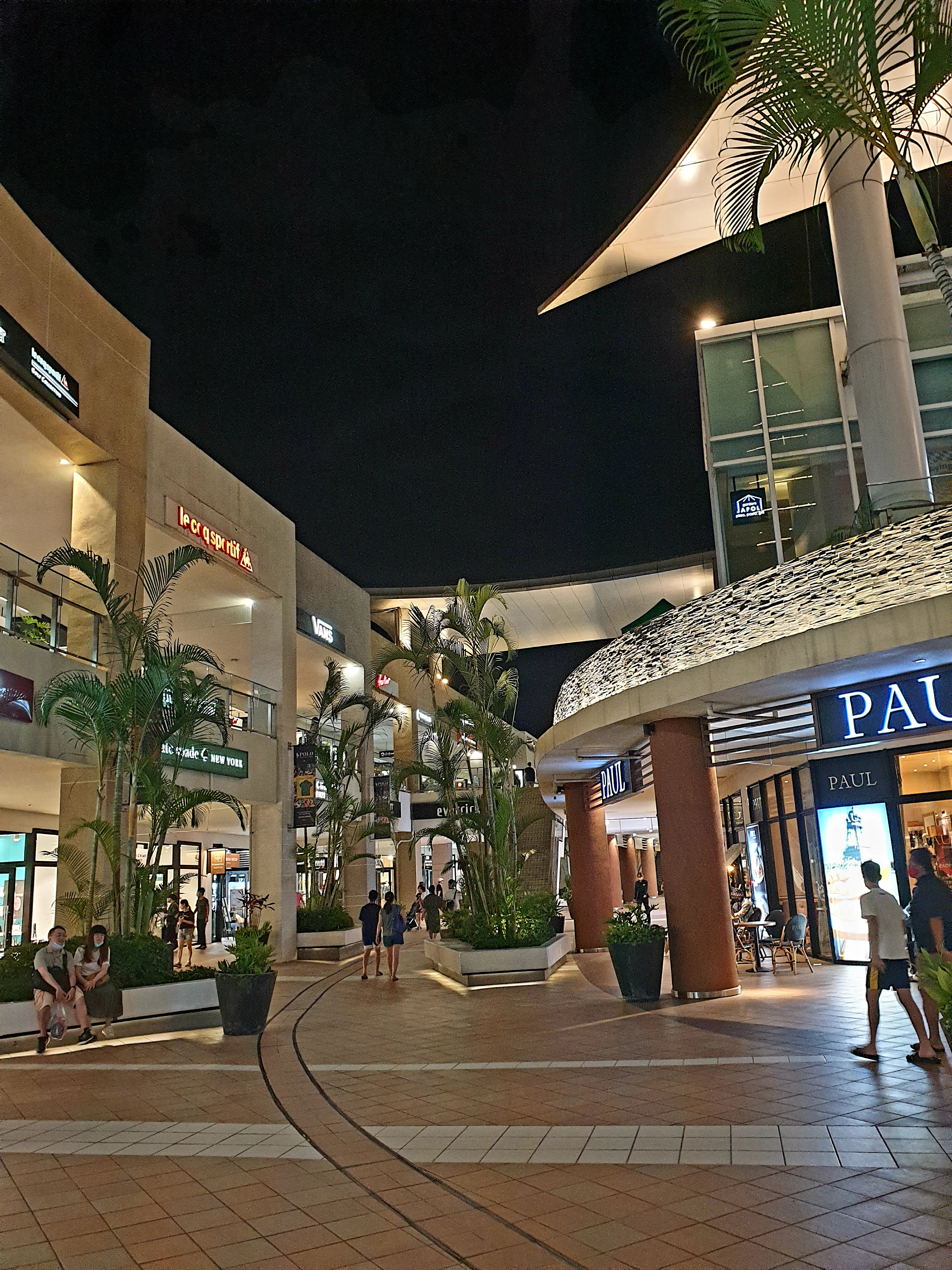

- 林口MITSUI OUTLET PARK威秀影城：據點共9座影廳1772席座位，內含乙座4DX影廳及兩座全新人文概念影廳「Mappa」，採取全4K影廳規格，讓影像投影畫質大幅提升，並透過優化程度使影像達到最清晰、栩栩如生效果。

## 週邊設施
- 新北市政府消防局文化大隊
- 林口交流道
- 桃園捷運系統機場線林口站
- 環球購物中心林口A9店
- 新北市立圖書館林口分館
- 新北市政府警察局林口分局
- 新北市公共自行車租賃系統 捷運林口站(1號出口)

## 交通資訊

### 公車
| 編號                         | 路綫                              | 停靠站              | 備注           |
| ---------------------------- | --------------------------------- | ------------------- | -------------- |
| 760                          | 林口轉運站—南勢里                 | 巴黎香頌社區        |                |
| 786                          | 華亞園區—板橋                     | 林口三井            |                |
| 786                          | 華亞園區—板橋                     | 林口三井            | 不繞林口轉運站 |
| 786區                        | 華亞園區—捷運新莊站               | 林口三井            |                |
| 854                          | 華亞園區—寶林路                   | 林口三井/未來城社區 |                |
| 858                          | 東昇公園—華亞園區                 | 林口三井            |                |
| 898                          | 龍壽里—長庚醫院                   | 未來城社區          |                |
| 920                          | 林口—板橋                         | 林口三井            |                |
| 920A                         | 林口—板橋                         | 林口三井            | 去程不繞龜山   |
| 925                          | 林口—蘆洲                         | 林口三井            |                |
| 925A                         | 林口—蘆洲                         | 林口三井            | 去程不繞龜山   |
| 936                          | 林口—捷運圓山站                   | 未來城社區          |                |
| 936A                         | 林口—捷運圓山站                   | 未來城社區          | 去程不繞龜山   |
| 937                          | 林口—捷運圓山站                   | 未來城社區          |                |
| 937A                         | 林口—捷運圓山站                   | 未來城社區          | 去程不繞龜山   |
| 945                          | 林口—松山機場                     | 未來城社區          |                |
| 946                          | 林口—内湖科技園區                 | 未來城社區          |                |
| 948                          | 林口—板橋                         | 未來城社區          |                |
| 966                          | 林口—臺北車站                     | 林口三井            |                |
| 966A                         | 林口—臺北車站                     | 林口三井            | 去程不繞龜山   |
| 967                          | 捷運市政府站—體育大學行政教學大樓 | 林口三井            |                |
| 967直                        | 捷運市政府站—體育大學行政教學大樓 | 林口三井            |                |
| 967區                        | 捷運市政府站—桃園酒廠             | 林口三井            |                |
| 跳蛙公車（林口府中經仁愛路） | 林口—捷運府中站                   | 林口三井            | 需要先預約     |
| 跳蛙公車（林口府中經忠孝路） | 林口—捷運府中站                   | 林口三井            | 需要先預約     |
| 跳蛙公車（林口板橋）         | 林口—板橋                         | 林口三井            | 需要先預約     |
| 跳蛙公車（林口臺北車站）     | 林口—臺北車站                     | 林口三井            | 需要先預約     |
| 跳蛙公車（林口龜山）         | 林口—龜山                         | 未來城社區          | 需要先預約     |
| 跳蛙公車（林口文化三路圓山） | 林口—捷運圓山站                   | 未來城社區          | 需要先預約     |

## 外部連結
- （繁體中文）三井奧特萊斯購物城 林口 （页面存档备份，存于）
- （简体中文）三井奧特萊斯購物城 林口 （页面存档备份，存于）
- （英文）三井奧特萊斯購物城 林口 （页面存档备份，存于）
- （日語）三井奧特萊斯購物城 林口 （页面存档备份，存于）
- （繁體中文）Mitsui Outlet Park 林口的Facebook專頁 （页面存档备份，存于）
- 台灣公司資料 （页面存档备份，存于）